# Els últims dies
Els últims dies (títol original en castellà: Los últimos días) és una pel·lícula catalana dirigida per Àlex i David Pastor, estrenada el 2013. Està doblada al català.

## Argument
L'epidèmia d'una malaltia anomenada "el pànic" s'encomana a nivell mundial. Es tracta d'una por irracional als espais oberts amb la qual els individus que surten a l'exterior experimenten nàusees i mareigs, i arriben fins i tot a morir. En el moment de l'expansió total de la malaltia, la gent queda atrapada a casa seva o a qualsevol edifici on es trobessin. En Marc (Quim Gutiérrez) es troba a les oficines del lloc on treballa, atrapat amb altres companys de feina. Per retrobar-se amb la seva xicota Julia (Marta Etura) no li queda més remei que aliar-se amb Enrique (José Coronado), un executiu que tenia la missió de fer diversos acomiadaments de personal, perquè l'ajudi a desplaçar-se pel metro i les clavegueres i arribar a retrobar-la.

## Repartiment
- Quim Gutiérrez: Marc
- José Coronado: Enrique
- Marta Etura: Julia
- Leticia Dolera: Andrea
- Iván Massagué: Lucas
- Pere Ventura: Rovira
- Lluís Soler: veí

## Premis i nominacions

### Premis
- 2014: 7 premis Premis Gaudí
  - Millor pel·lícula en llengua no catalana
  - Millor fotografia per Daniel Aranyó
  - Millor direcció artística per Balter Gallart
  - Millors efectes especials / digitals per Lluís Rivera, Pablo Perona Navarro, Juan Manuel Nogales, Jon Aguirre, Manuel Ramírez i Isidro Jiménez
  - Millor so directe per Licio Marcos de Oliveira, Oriol Tarragó i David Calleja
  - Millor maquillatge i perruqueria per Patricia Reyes
  - Millor direcció de producció per Josep Amorós

### Nominacions
- 2014: 4 nominacions Premis Gaudí.[5]
  - Millor direcció per Àlex Pastor i David Pastor
  - Millor guió per Àlex Pastor i David Pastor
  - Millor música original per Fernando Velázquez
  - Millor vestuari per Olga Rodal
- 2014: 2 nominacions Premis Goya.[6]
  - Millor direcció de producció per Josep Amorós
  - Millors efectes especials per Lluís Rivera, Pablo Perona Navarro, Juan Manuel Nogales, Jon Aguirre, Manuel Ramírez i Isidro Jiménez